# Piper hoehnei
Piper hoehnei är en pepparväxtart som beskrevs av Truman George Yuncker. Piper hoehnei ingår i släktet Piper och familjen pepparväxter. Inga underarter finns listade i Catalogue of Life.